# Mimulosia melaleuca
Mimulosia melaleuca là một loài bướm đêm thuộc phân họ Arctiinae, họ Erebidae.